# Bulànovo
Bulànovo (en rus: Буланово) és un poble de l'óblast de Vladímir, a Rússia, segons el cens del 2010 tenia 14 habitants. Pertany al districte municipal de Sóbinka.